# Caesalpinia sclerocarpa
Caesalpinia sclerocarpa är en ärtväxtart som beskrevs av Paul Carpenter Standley. Caesalpinia sclerocarpa ingår i släktet Caesalpinia och familjen ärtväxter. Inga underarter finns listade i Catalogue of Life.